# Neilia Hunter Biden
Neilia Hunter Biden (ur. 28 lipca 1942 w Skaneateles, zm. 18 grudnia 1972 w Wilmington) – amerykańska nauczycielka, pierwsza żona amerykańskiego polityka Joe Bidena, późniejszego 46. prezydenta Stanów Zjednoczonych.

## Życiorys

### Wczesne życie
Neilia Hunter urodziła się 28 lipca 1942 w Skaneateles w stanie Nowy Jork jako córka Louise Basel (1915–1993) i Roberta Huntera (1914–1991), którzy byli prezbiterianami. Uczęszczała do Penn Hall, szkoły średniej z internatem w Pensylwanii. Była aktywna w szkolnym klubie języka francuskiego oraz samorządzie uczniowskim, a także uprawiała hokej i pływanie. Po ukończeniu szkoły średniej studiowała na Syracuse University, a później została nauczycielką w dystrykcie szkół w mieście Syracuse. Była nauczycielką języka angielskiego w Bellevue Academy w Syracuse. Jej krewnym był Robert Hunter, były radny miasta Auburn.

### Małżeństwo i życie rodzinne
Hunter poznała Joe Bidena w Nassau na Bahamach podczas przerwy wiosennej. Wkrótce Biden przeprowadził się do Syracuse i uczęszczał do szkoły prawnej. Para pobrała się 27 sierpnia 1966. Po tym jak Joe Biden ukończył szkołę prawną, małżeństwo przeniosło się do Wilmington w stanie Delaware. Mieli razem troje dzieci: Josepha Robinette III „Beau” (1969–2015), Roberta Huntera (ur. 1970) i Naomi Christinę „Amy” (1971–1972). Podczas gdy Biden prowadził kampanię mającą na celu usunięcie amerykańskiego senatora J. Caleba Boggsa, jego żona Neilia została opisana przez The News Journal jako „mózg” jego kampanii.

### Śmierć
18 grudnia 1972 krótko po tym, jak Joe Biden został senatorem, Neilia jechała z trójką ich dzieci na zachód wzdłuż wiejskiej Valley Road w Hockessin w stanie Delaware. Na skrzyżowaniu z Delaware Route 7 (Limestone Road) zatrzymała się przed ciągnikiem siodłowym jadącym na północ wzdłuż Trasy 7. Policja ustaliła, że kobieta wjechała na ścieżkę ciągnika z przyczepą, prawdopodobnie z powodu problemów z widocznością. Wszyscy czterej pasażerowie zostali zabrani do Wilmington General Hospital, gdzie po przybyciu stwierdzono zgon Neilii i Naomi, a Beau i Hunter przeżyli z wieloma poważnymi obrażeniami. Dwa tygodnie po wypadku Joe Biden został zaprzysiężony na senatora będąc w szpitalu, w którym leczono Beau i Huntera. Neilia i Naomi zostały pochowane w St. Joseph na cmentarzu Brandywine w Greenville w stanie Delaware.

### Dziedzictwo
Jej pamięci poświęcono park na przedmieściach hrabstwa New Castle w stanie Delaware, poza miastem Wilmington. Cayuga Community College w Auburn w stanie Nowy Jork, gdzie ojciec Neilii przez wiele lat prowadził działalność gastronomiczną, corocznie przyznaje Nagrodę Neilii Hunter Biden dwóm absolwentom, jednemu z dziennikarstwa, a drugiemu z literatury angielskiej. Wśród pierwszych zwycięzców był William „Bill” Fulton, który później pełnił funkcję burmistrza miasta Ventura w Kalifornii.
W Bellevue Elementary School w Syracuse została wzniesiona tablica pamiątkowa ku pamięci Neilii Hunter Biden.